# Magasin för konst, nyheter och moder

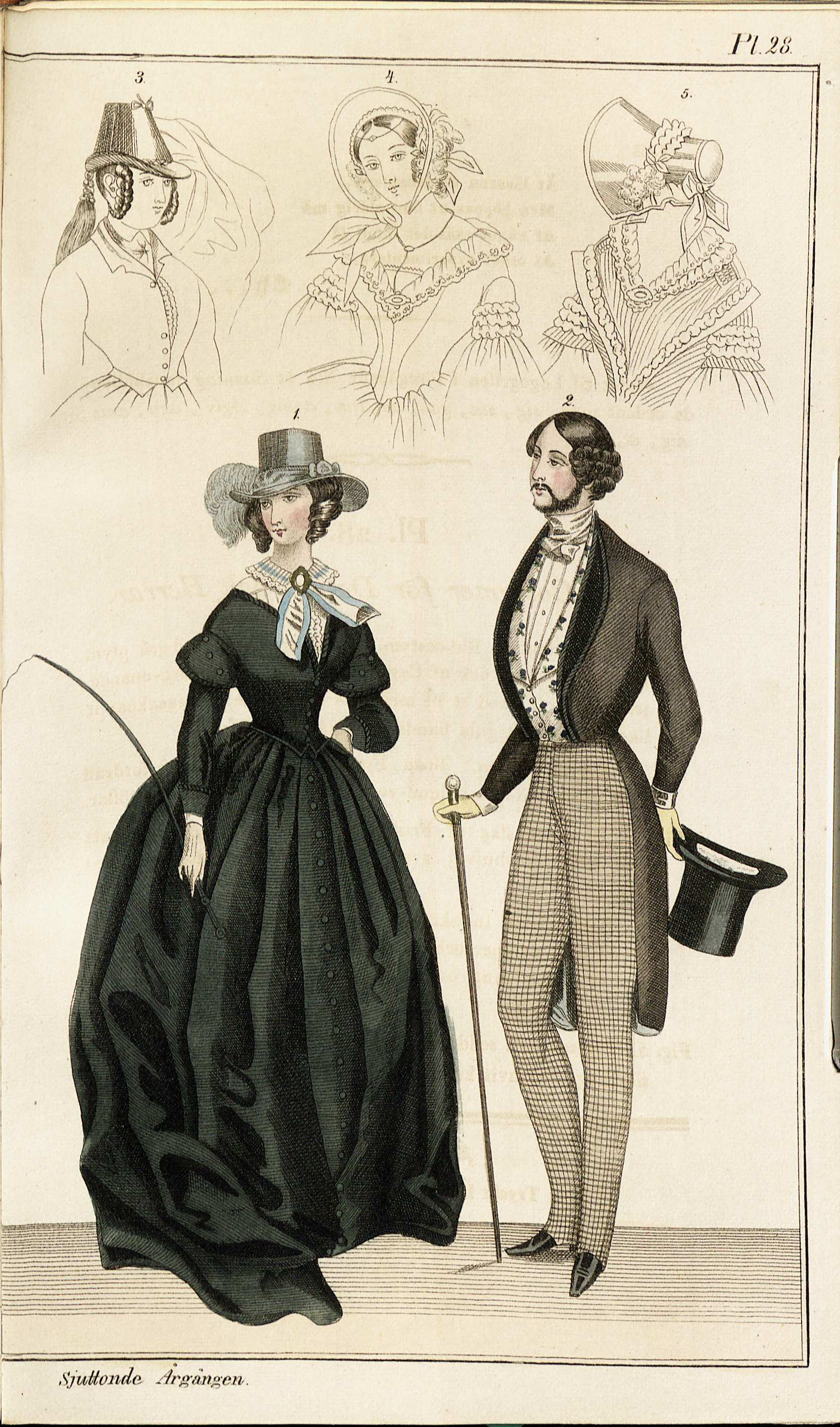
Magasin för konst, nyheter och moder 1840, illustration nr 28.

Magasin för konst, nyheter och moder eller Magasin för Konst, Nyheter och Moder en Manadschrift gavs ut mellan 1823 och 1844 och var Sveriges första modetidning. Det var en uppföljare till Konst- och Nyhets Magasin för medborgare af alla klasser som utgivits 1818–1822.  Den följdes av Stockholms Mode-Journal.

## Historik
Magasin för konst, nyheter och moder gavs ut en gång i månaden och var unik i och med att det var både den första och den enda svenska modetidningen under tiden. Innehållet bestod av nyheter från Sverige och utlandet samt kulturella och litterära inslag med dikter och utdrag från noveller. "Modenyheter från Paris" som var en återkommande rubrik som förmedlade det senaste inom framförallt kvinnomodet. I slutet av tidningen fanns fyra illustrationer tillhörande artiklarna som i bild beskrev det senaste modet. En illustration var alltid en modeplansch, och resterande tre bestod av diverse konstnärliga avbildningar såsom nya maskiner, porträtt och målningar.
Tidningen gavs ut av författaren och konstnären Fredrik Boije af Gennäs som graverade och etsade majoriteten av planscherna som fanns med i varje upplaga. Många berömda konstnärer under tiden bidrog också med sina originalarbeten till tidningen, däribland Johan Gustaf Ruckman och Carl Fredrik Akrell. Boije af Gennäs utvecklade och testade olika tekniker för att förbättra och framhäva planschernas karaktär på bästa möjliga sätt.

## Bilder

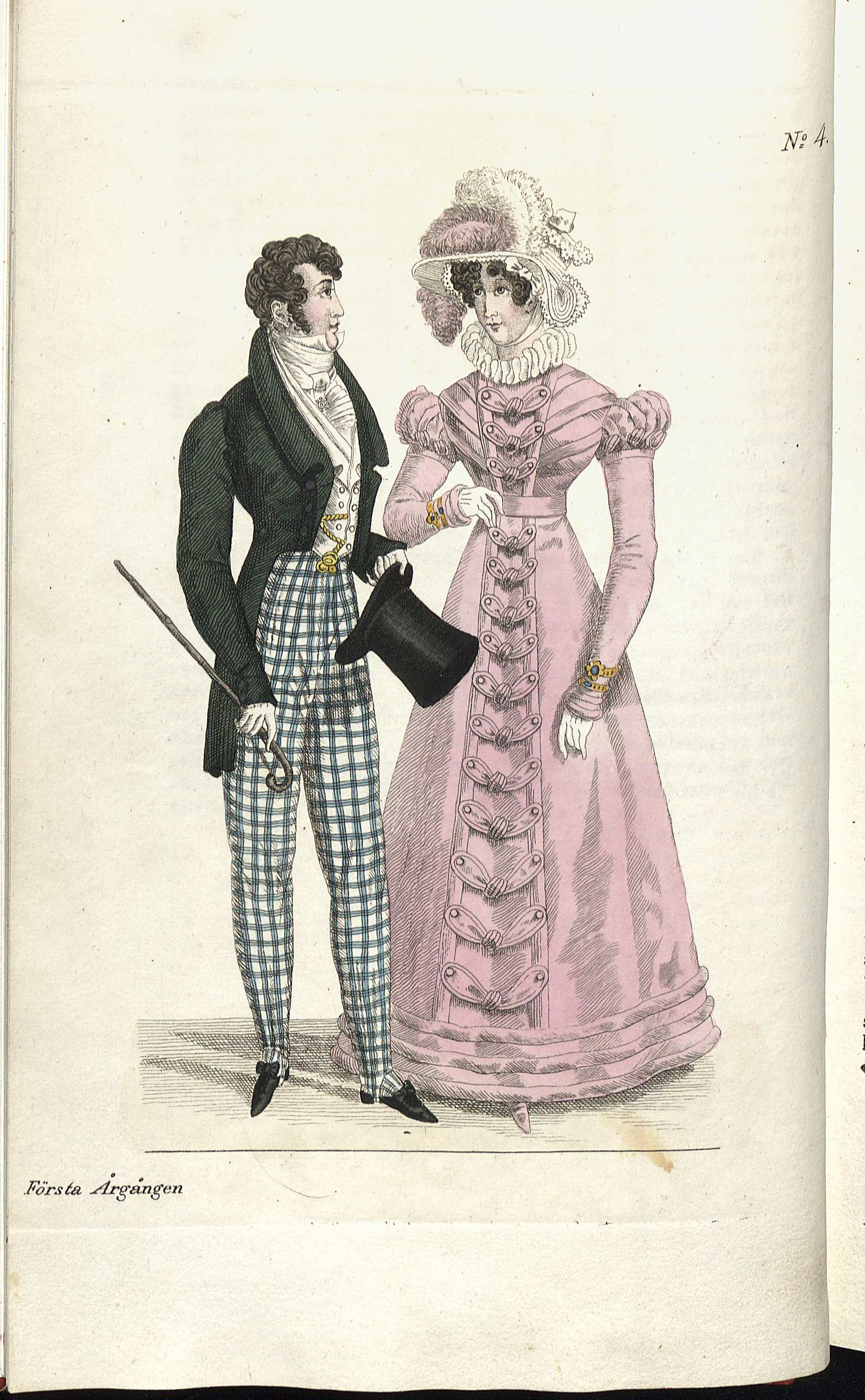
1823.
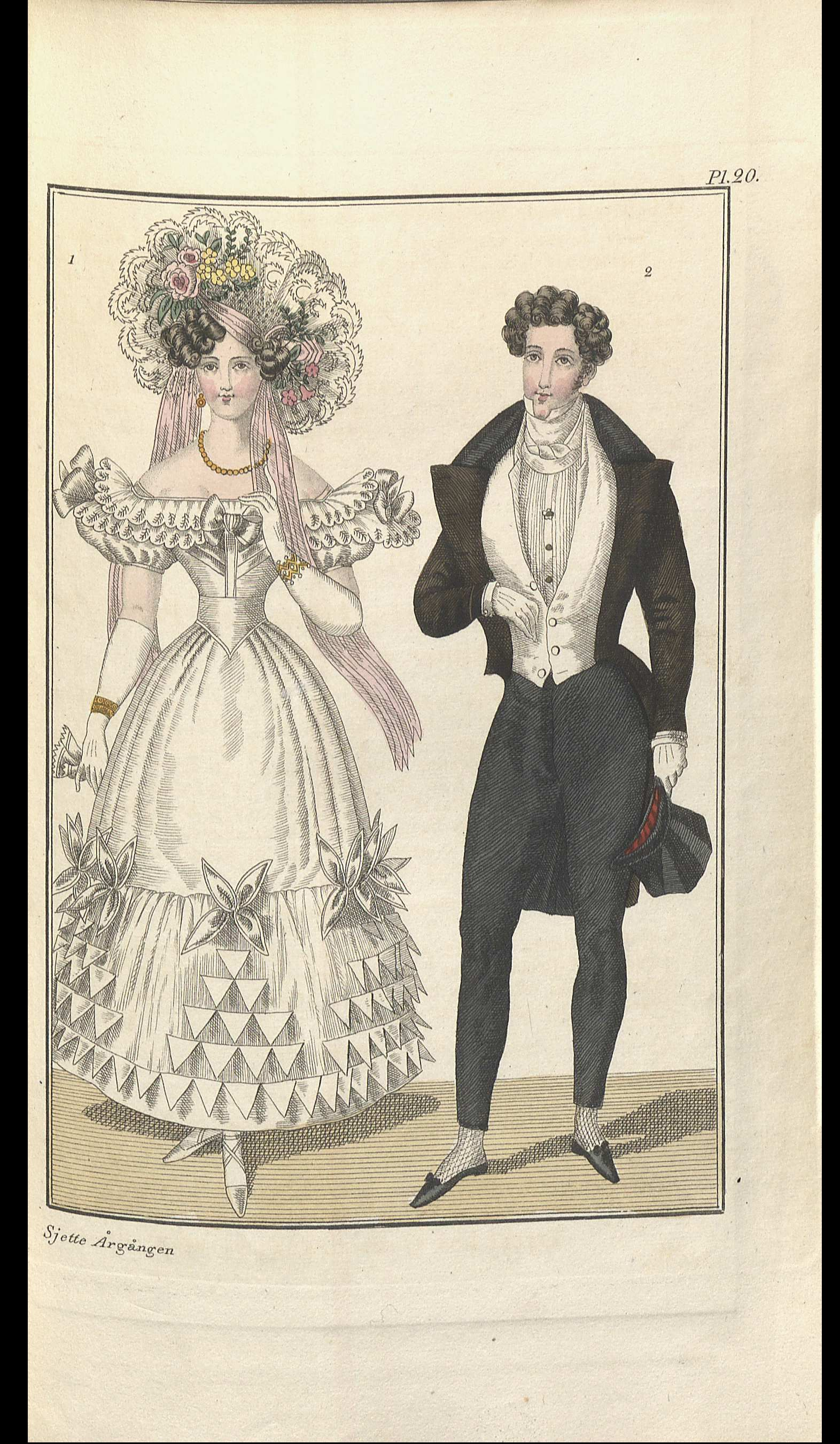
Aftonklädsel, 1829.
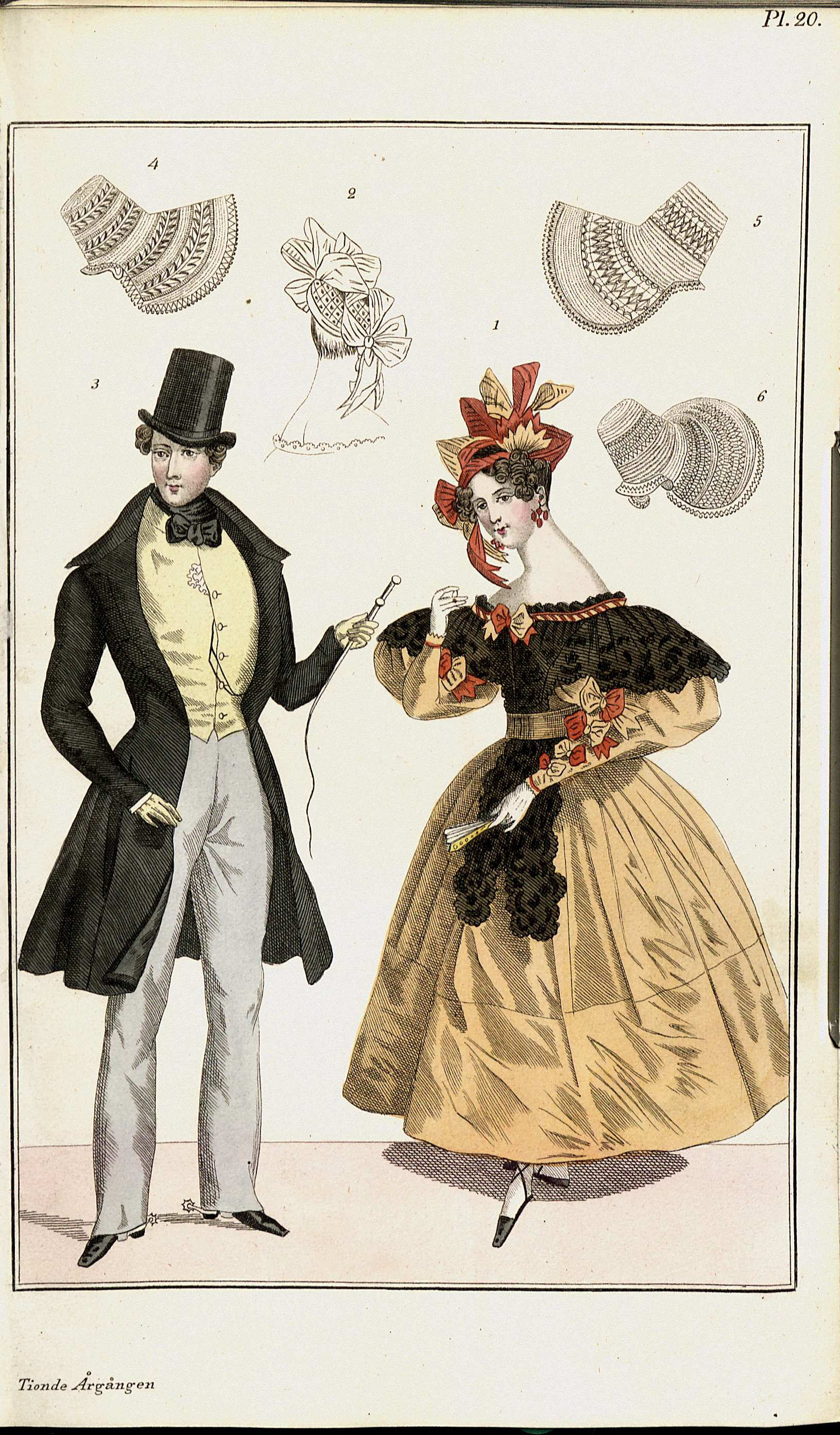
1833.
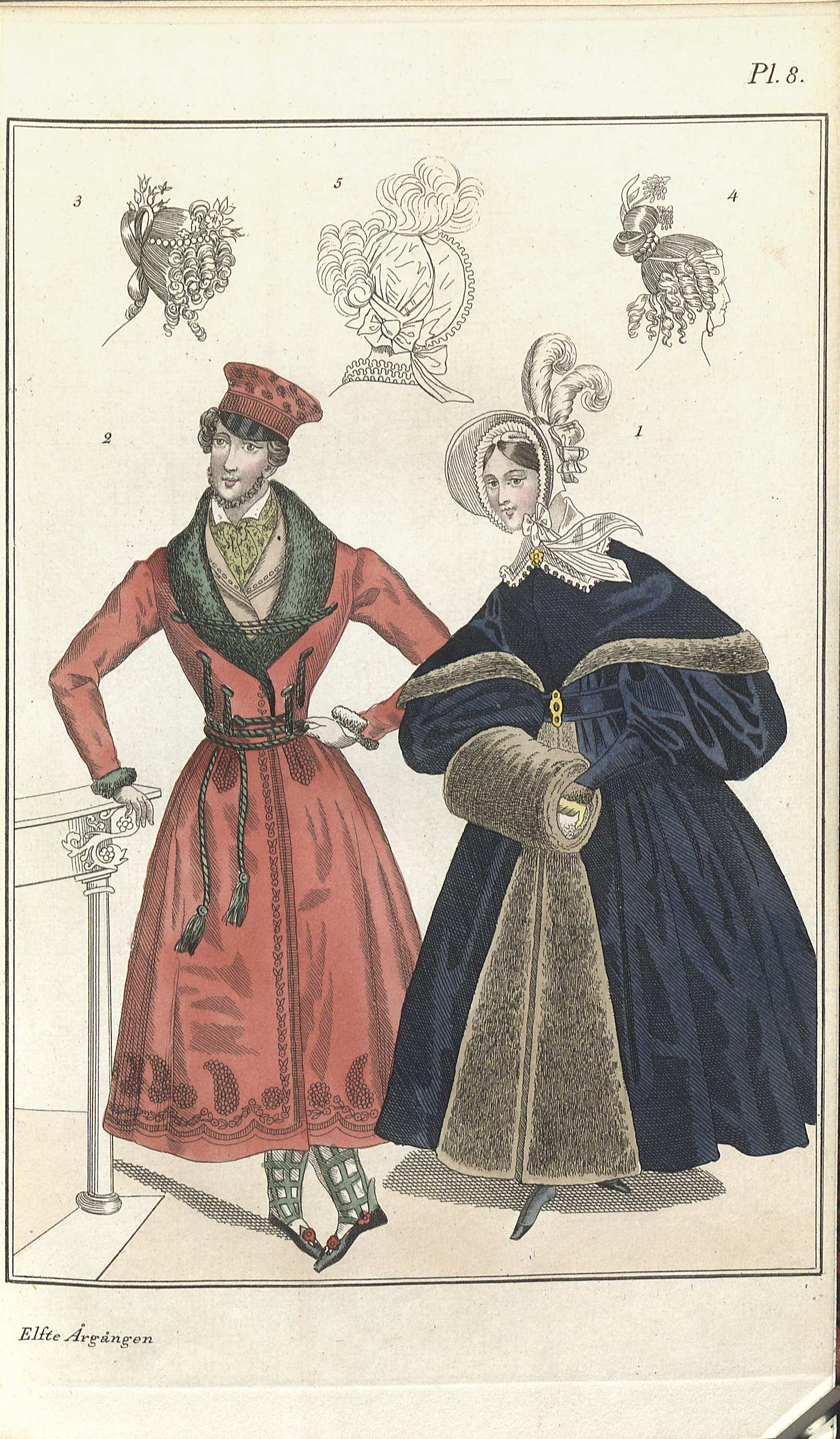
1834.
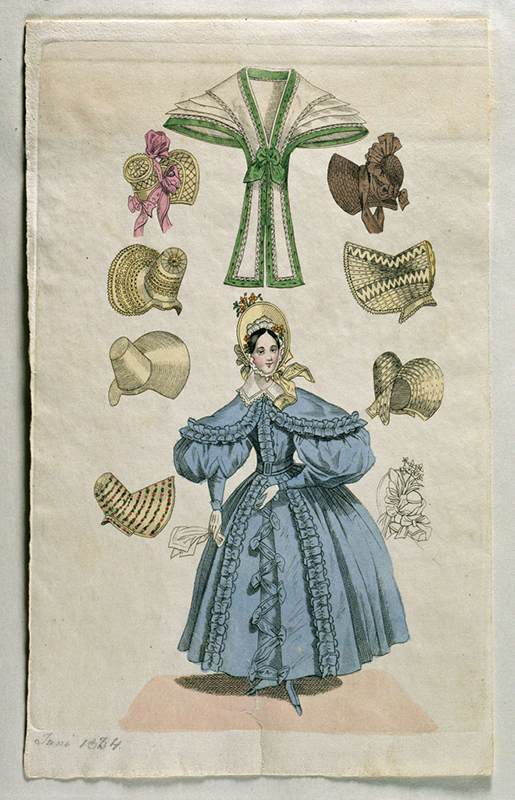
Klänning och hattar, 1834.
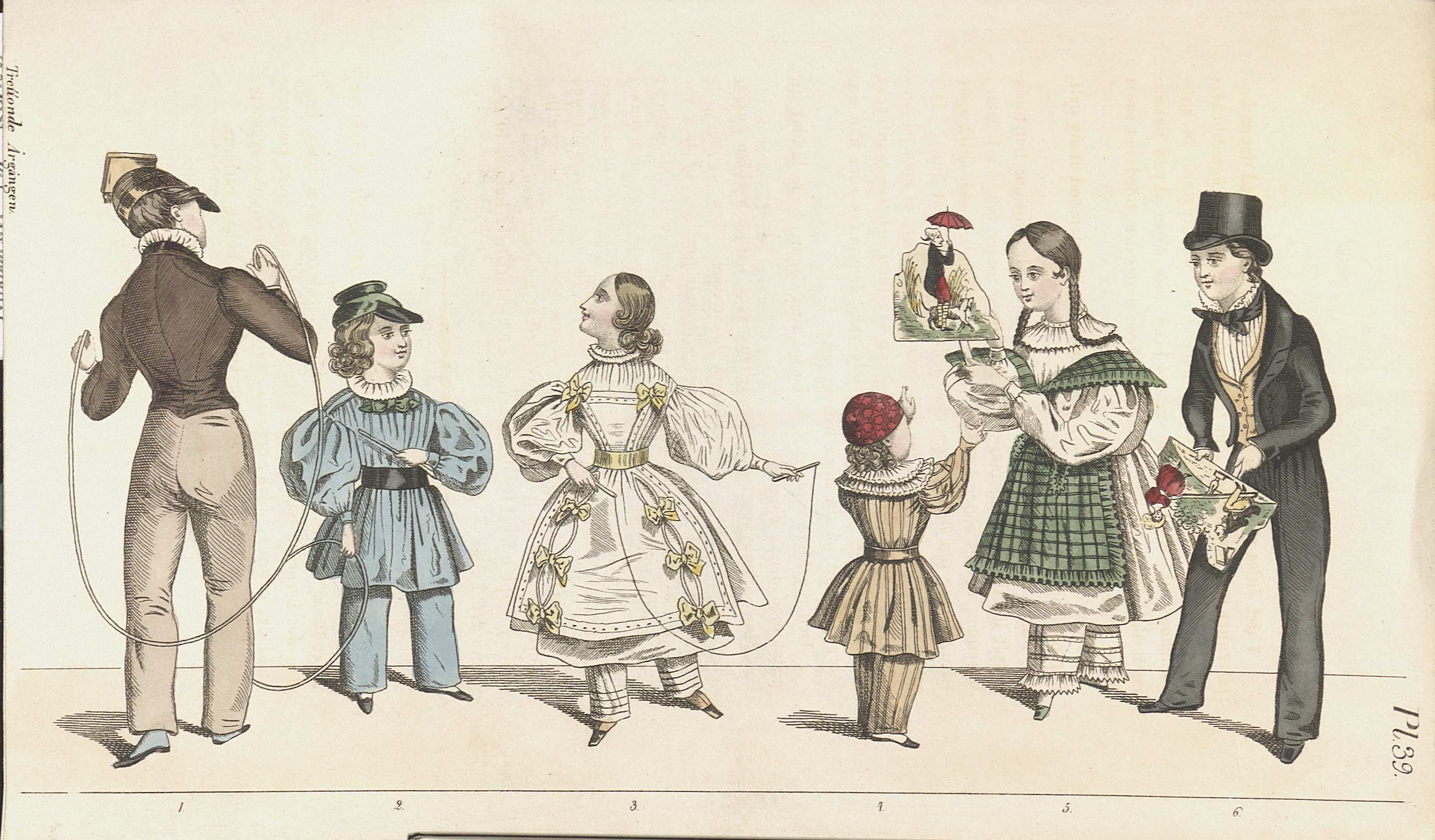
Barnmode, 1836.
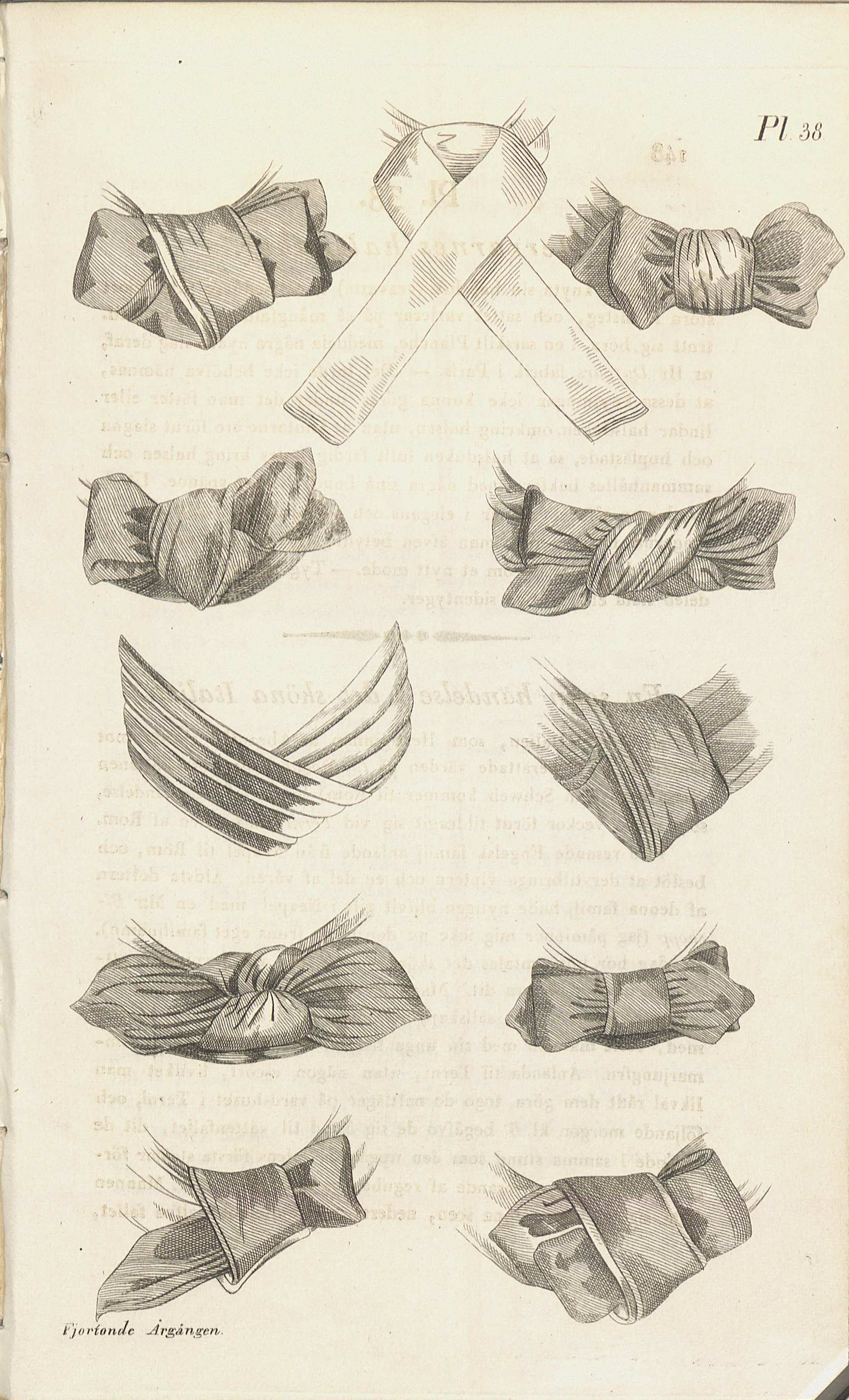
Flugor, 1837.
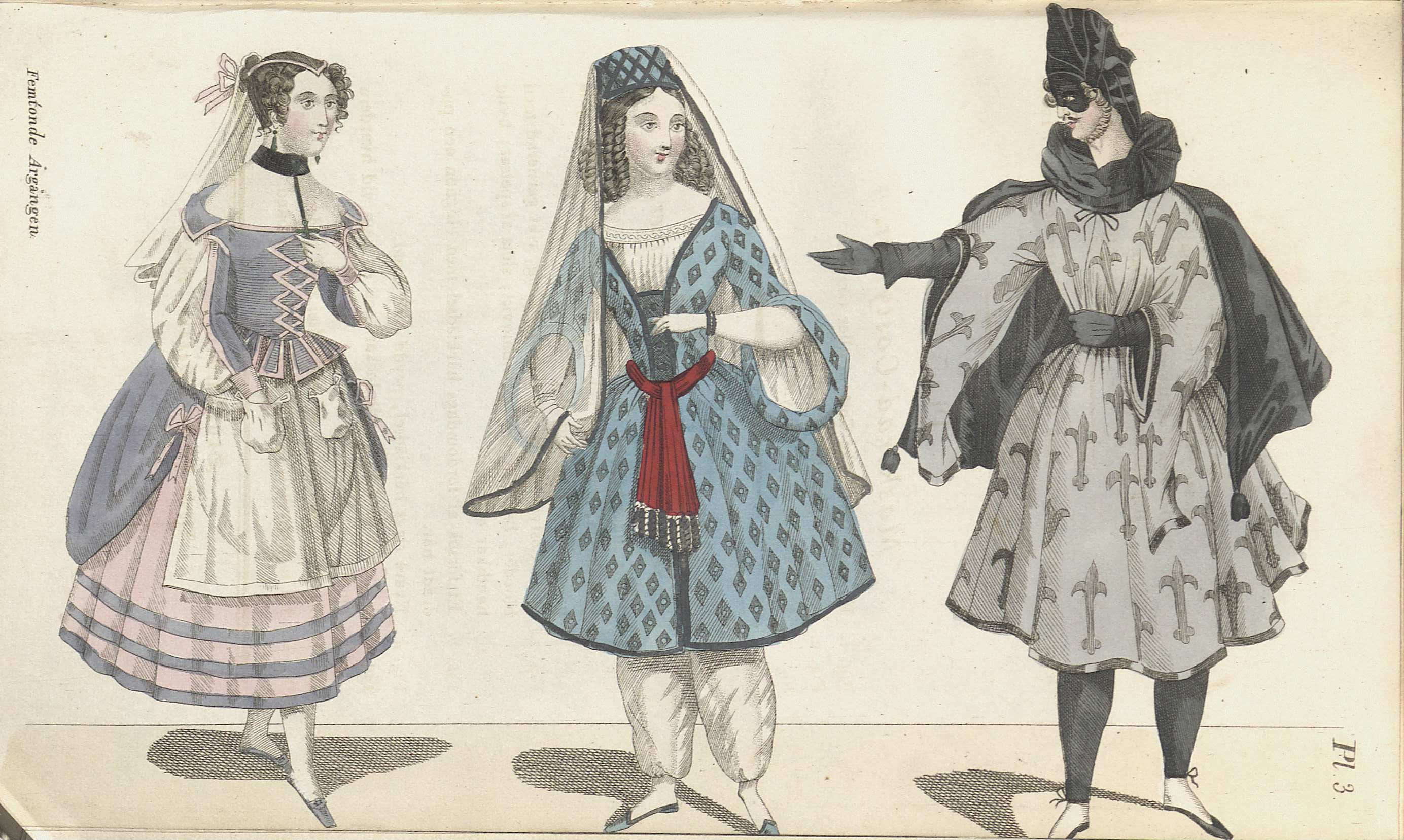
Maskeradkläder, 1838.
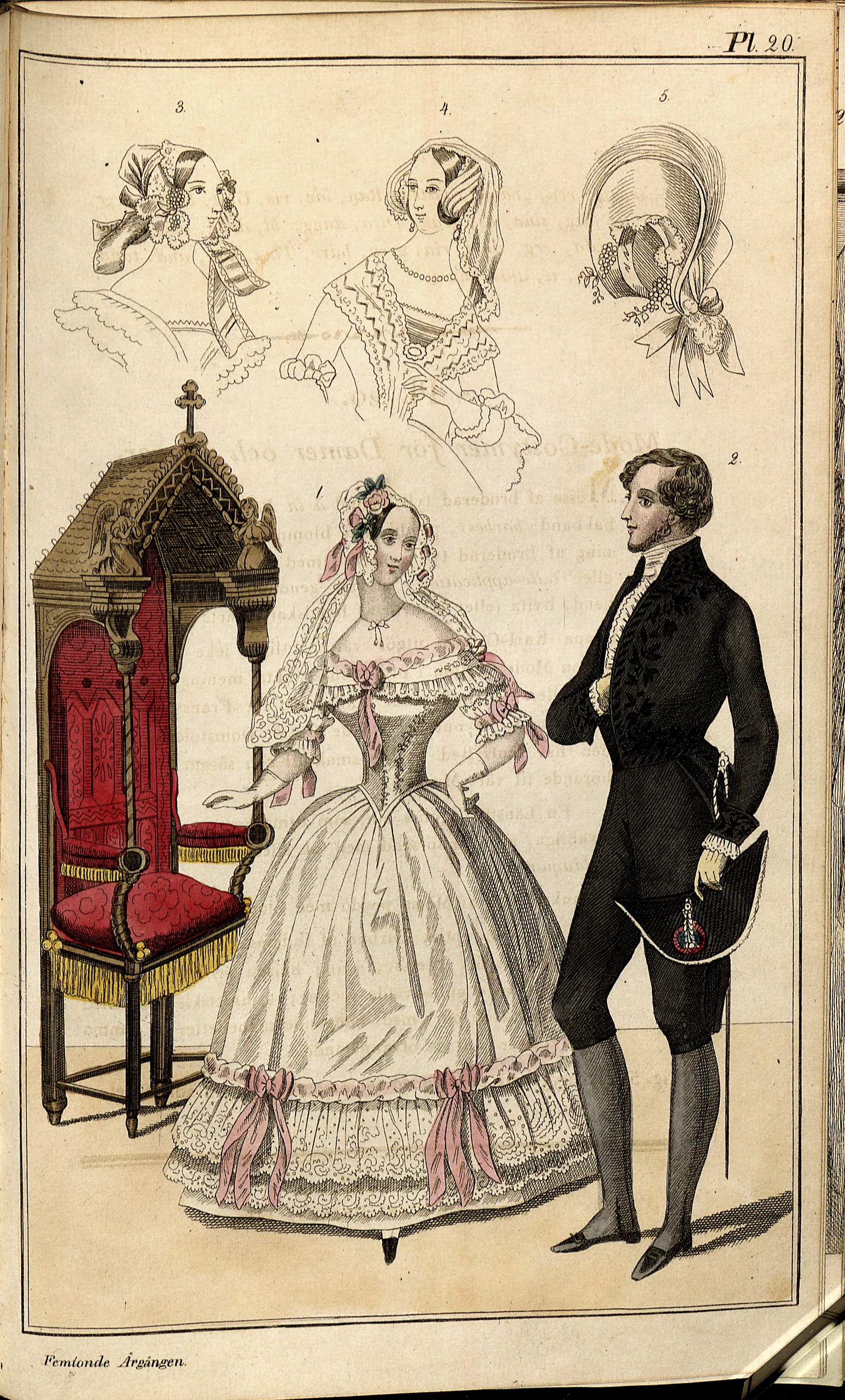
1838.
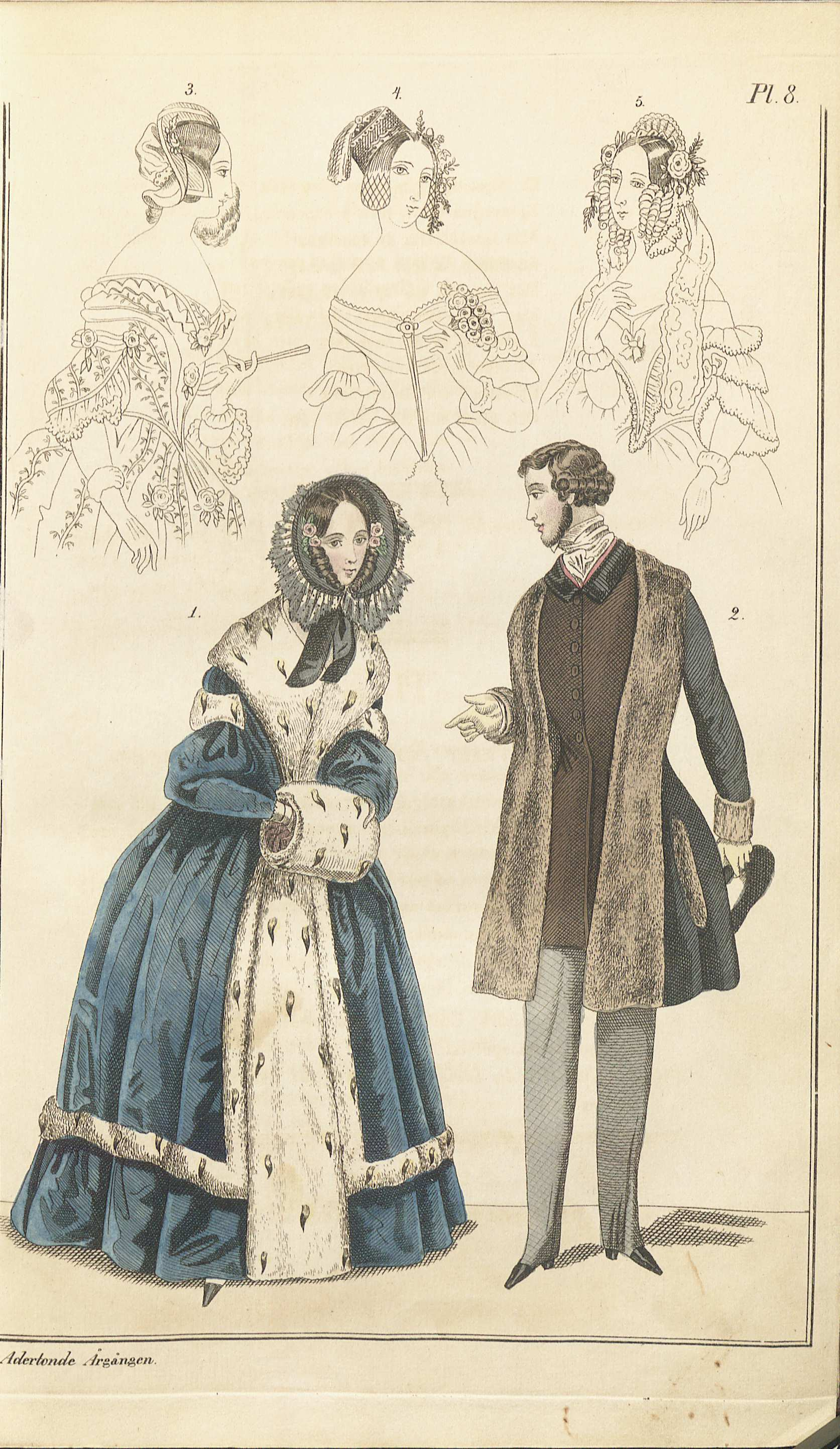
1841.